# Liste der Wiener Gemeindebauten/Donaustadt
Diese Liste zählt die Gemeindebauten im 22. Wiener Gemeindebezirk Donaustadt auf.
Es werden nur solche Objekte angeführt, die seit Beginn des sozialen Wohnbaus errichtet wurden. Ältere Häuser, die im Besitz der Stadt Wien sind und in denen ebenfalls Gemeindewohnungen vergeben werden, fehlen daher.
Eine Übersicht über die Siedlungen der 1920er, die aus der von der Stadt Wien unterstützten Siedlerbewegung hervorgegangen sind, gibt es unter Liste der Wiener Wohnsiedlungen der Ersten Republik.

## Bauten
| Name / ID                                                           | Foto |                 | Adresse                                  | Baujahr   | Architekt(en) | Kunstobjekte | Wohnungen | Anmerkungen |
| ------------------------------------------------------------------- | ---- | --------------- | ---------------------------------------- | --------- | --- | --- | --------- | --- |
| 1549                                                                | BW   | Datei hochladen | Agavenweg 26 Standort                    | 1953–1955 | Hans Hoppenberger | | 23        | |
| 1585                                                                | BW   | Datei hochladen | Am Heidjöchl 14 Standort                 | 1981–1983 | Friedrich (Fritz) Grünberger, Wolfgang Horak, Eduard Ebner, Hans Häusler, Wilfried Haertl                                                            | Keramikobjekt Freiraumgestaltung (Betonwand mit Keramikplattenverkleidung, enthält die Erklärungstafel für den Gemeindebau) von Karl und Renate Fuhry | 641       | |
| Marschallhof (Punkthäuser) 46 HERIS-ID: 49215 Objekt-ID: 52854      | 1    | Datei hochladen | Am Kaisermühlendamm 1–5 Standort         | 1958–1960 | Hermann Stiegholzer | Denkmal für George C. Marshall von Alexander Wahl vor den Bauten, Abstrakte Mosaike von Marianne Neugebauer-Iwanska und Hertha Botstieber-Bitterlich in den Hausfoyers | 246       | Denkmalschutz Denkmalschutz für das Marshall-Denkmal Benannt nach George C. Marshall                                       |
| 1570                                                                | 1    | Datei hochladen | Anton-Sattler-Gasse 82–84 Standort       | 1965–1967 | Berthold Gabriel, Klaus Schmidt, Helmut Franz Ohner                                                                                                  | Sandsteinplastik Abstrakte Plastik von Erwin Reiter | 165       | |
| Donaufelderhof 310                                                  | BW   | Datei hochladen | Arakawastraße 4 Standort                 | 1995–1999 | Ernst Hoffmann, Otto Häuselmayer, Elsa Prochazka | | 108       | Benannt nach dem ehemaligen Vorort Donaufeld                                                                               |
| 1566                                                                | BW   | Datei hochladen | Aribogasse 28 Standort                   | 1963      | Robert Kanfer, Carl Reinhardt, Ferdinand Zimmermann, Hermann Stiegholzer, Kurt Neugebauer, Slawa Coen-Walewa, Robert Kapeller, Rudolf Scherer        | | 473       | |
| 1544                                                                | BW   | Datei hochladen | Baschgasse 21 Standort                   | 1964–1965 | Wenzl – Hartl | | 12        | |
| Bundesländerhof 47                                                  | 1    | Datei hochladen | Bernoullistraße 4–8 Standort             | 1964–1966 | Oskar Payer, Peter Payer | Neun keramische Wappen der Bundesländer an den Schmalseiten der Blöcke und ein Widmungsstein mit der Landkarte Österreichs von Leopold Schmid; Ballspielwand von Eva Mazzucco; Hauszeichen von Elisabeth Eisler, Alois Heidel, Rudolf Kedl und Oskar Bottoli an den originalen Glasmosaikoberflächen um die Hauseingangstüren. | 1093      | Kunstobjekte unter Denkmalschutz Benannt nach den neun österreichischen Bundesländern                                      |
| Wiener Wohnen                                                       | BW   | Datei hochladen | Berresgasse 5 Standort                   | 2024–2025 | | | 221       | Besteht aus drei Objekten                                                                                                  |
| 1543                                                                | BW   | Datei hochladen | Donaufelder Straße 208–214 Standort      | 1951–1952 | Josef Fleischer, Jakob Zachar | | 103       | |
| Alfred-Klinkan-Hof 263                                              | 1    | Datei hochladen | Donaustadtstraße 30 Standort             | 1973–1975 | Hermann Kutschera | Bronzesäule Trauer der Ruine von Wander Bertoni | 530       | Benannt nach Alfred Klinkan                                                                                                |
| 1542                                                                | BW   | Datei hochladen | Donaustadtstraße 44 Standort             | 1951–1952 | Karl Brandner, Franz Thajer | Sgraffitowandbild Alte Donau von Ferdinand Kitt | 86        | Wandbild unter Denkmalschutz                                                                                               |
| Rudolf-Köppl-Hof 48                                                 | 1    | Datei hochladen | Eipeldauer Straße 40 Standort            | 1966–1967 | Peter Payer, Oskar Payer | Kupferplastik Karyatide von Rudolf Kedl, Stahlblechplastik Prismenfigur von Alois Heidel, Glasmosaikplatten und Reliefs als Hauszeichen an den Stiegeneingängen von Hannes Neubauer, Otto Beckmann, Romulus Candela, Anton Lehmden, Valentin Oman, Brigitta Seely-Antonopoulos und Hans Staudacher                             | 1314      | Kunstobjekte unter Denkmalschutz Benannt nach Rudolf Köppl                                                                 |
| Albert-Schultz-Hof 1536 HERIS-ID: 49238 Objekt-ID: 52880            | 1    | Datei hochladen | Erzherzog-Karl-Straße 65–79 Standort     | 1927–1928 | George Karau | | 189       | Denkmalschutz Benannt nach Albert Schultz                                                                                  |
| 1541                                                                | 1    | Datei hochladen | Erzherzog-Karl-Straße 84–88 Standort     | 1951–1952 | Otmar Brunner | Natursteinrelief Wochenende von Oskar Bottoli | 98        | Relief unter Denkmalschutz                                                                                                 |
| Erzherzog-Karl-Stadt 309                                            | 1 BW | Datei hochladen | Erzherzog-Karl-Straße 250 Standort       | 1997–1999 | Rudolf Felix Weber, Gustav Peichl | | 208       | Benannt nach Erzherzog Karl                                                                                                |
| 1547                                                                | 1    | Datei hochladen | Eßlinger Hauptstraße 76 Standort         | 1953–1958 | Camillo Fritz Discher | | 79        | |
| Naturnahes Wohnen 308                                               | 1    | Datei hochladen | Fred-Raymond-Gasse 19 Standort           | 1994–1996 | Martin Treberspurg | | 41        | |
| 1569                                                                | BW   | Datei hochladen | Hans-Steger-Gasse 13 Standort            | 1966–1967 | Raimund Haintz | | 54        | |
| 1733                                                                | 1    | Datei hochladen | Hartlebengasse 1–17 Standort             | 1961–1963 | Raimund Haintz, Gustav Peichl, Rudolf Dinner, Ernst Hiesmayr, Egon Fraundorfer                                                                       | Natursteinplastik Kindergruppe und Knabe mit Fisch von Franz Barwig, Freistehende Reliefwand Technische Parolen von Kurt Moldovan, Zwei freistehende Mosaikwände Ornament von Gustav Hessing | 1018      | Technische Parolen und Ornament unter Denkmalschutz                                                                        |
| 1554                                                                | 1    | Datei hochladen | Hirschstettner Straße 2–4 Standort       | 1958–1959 | Josef Baudys | | 45        | |
| 1560 HERIS-ID: 66533 Objekt-ID: 79431                               | BW   | Datei hochladen | Hirschstettner Straße 12–20 Standort     | 1962–1964 | Josef Seeberger, Ferdinand Riedl, Alfred Wanko, Hubert Steinhauer                                                                                    | Fünf bemalte Betonreliefs über den Eingängen von Robert Pick, Georg Rauch, Anton Krejcar, Fritz Riedl und Johannes Wanke | 332       | Denkmalschutz Reliefs unter Denkmalschutz                                                                                  |
| 1574                                                                | BW   | Datei hochladen | Karl-Grübl-Weg 39–41 Standort            | 1929–1953 | Franz Schuster, Franz Schacherl | | 27        | In den 1920er-Jahren als Gemeinschaftshaus der Siedlung Neu-Straßäcker gebaut, 1955 in ein Wohnhaus umgewandelt            |
| 1530 HERIS-ID: 49255 Objekt-ID: 52897                               | 1    | Datei hochladen | Konstanziagasse 44 Standort              | 1924–1925 | Peter Behrens | | 123       | Denkmalschutz |
| 1539 HERIS-ID: 49199 Objekt-ID: 52838                               | 1    | Datei hochladen | Kraygasse 89 Standort                    | 1950–1951 | Wilhelm Hubatsch | | 27        | Denkmalschutz |
| 1540                                                                | 1    | Datei hochladen | Langobardenstraße 23–27 Standort         | 1950–1959 | Rudolf Pamlitschka, Walter Hübner, Alfred Schömer, Walter Proché                                                                                     | Steinmosaikwandbild Familie von Albert Paris Gütersloh | 221       | Wandbild unter Denkmalschutz                                                                                               |
| 1567                                                                | BW   | Datei hochladen | Langobardenstraße 63a Standort           | 1965      | Walter Totz, Wolfgang Horak, Walter Schmutzer, Franz Kahrer, Peter Koban                                                                             | | 32        | Ehemals Altersheim der Anlage Hartlebengasse 1–17                                                                          |
| 1588                                                                | 1    | Datei hochladen | Langobardenstraße 128 Standort           | 1994–1996 | Heinrich Eidenböck, Diether S. Hoppe | | 255       | |
| 1532 HERIS-ID: 65569 Objekt-ID: 78420                               | 1    | Datei hochladen | Langobardenstraße 207 Standort           | 1932–1933 | Adolf Stöckl | Zwei keramische Atlanten in Form von Putti mit Blumendekor von Russ-Paintl | 20        | Denkmalschutz |
| Leopold-Horacek-Hof 272                                             | 1    | Datei hochladen | Lenkgasse 1–3 Standort                   | 1975–1977 | Heinrich Schmid | Marmorplastik Drei Grazien von Rudolf Schwaiger | 124       | Benannt nach Leopold Horacek                                                                                               |
| 1722                                                                | BW   | Datei hochladen | Markgraf-Gerold-Gasse 18 Standort        | 1997–1999 | Michael A. Hein | | 81        | |
| 1587                                                                | BW   | Datei hochladen | Markomannenstraße 27–31 Standort         | 1991–1992 | Hans Häusler, Friedrich Moser | | 44        | |
| 1559                                                                | 1    | Datei hochladen | Meißauergasse 2 Standort                 | 1960–1961 | Friedrich Schlossberg, Anny Beranek | Bronzeplastik Musizierender Faun von Hannes Haslecker, Natursteinplastik Liegender Jüngling von Franz Anton Coufal, Natursteinplastik Liegender Jüngling von Andreas Urteil. | 118       | Kunstobjekte unter Denkmalschutz                                                                                           |
| 1534 HERIS-ID: 65342 Objekt-ID: 78166                               | 1    | Datei hochladen | Meißnergasse 4–6 Standort                | 1925–1926 | Hans Seitl, Karl Felsenstein | Vier Jahreszeitenputti auf Pilaster von Josef Breitner | 105       | Denkmalschutz |
| Lotte Brainin-Hof Wiener Wohnen                                     | BW   | Datei hochladen | Mela-Köhler-Gasse 5–7 Standort           | 2023      | | | 76        | Benannt nach Lotte Brainin                                                                                                 |
| 1584                                                                | BW   | Datei hochladen | Melangasse 1–5 Standort                  | 1981–1983 | Alfred Viktor Pal, Udo Schrittwieser, Annemarie Obermann, Johann Georg Gsteu, Egon Fraundorfer, Manfred Stein, Günther Schuster, Eva Mang, Karl Mang | | 178       | In die Stiegennummerierung des Josef-Bohmann-Hofes einbezogen                                                              |
| 1552                                                                | 1    | Datei hochladen | Mendelssohngasse 2 Standort              | 1955–1956 | Richard Praun | | 37        | |
| 1572 HERIS-ID: 49235 Objekt-ID: 52877                               | 1    | Datei hochladen | Mergenthalerplatz 1 Standort             | 1923      | Karl Schartelmüller | | 16        | Denkmalschutz Teil der Siedlung Am Freihof                                                                                 |
| 1537 HERIS-ID: 49218 Objekt-ID: 52857                               | 1    | Datei hochladen | Moissigasse 19 Standort                  | 1939–1940 | Erich Franz Leischner | | 209       | Denkmalschutz |
| 1723                                                                | 1    | Datei hochladen | Müllnermaisgasse 11 Standort             | 1997–1999 | Georg W. Reinberg | | 89        | |
| 1548                                                                | 1    | Datei hochladen | Oberdorfstraße 4–8 Standort              | 1953–1954 | Andreas Tröster | | 75        | |
| Josef-Bohmann-Hof 266 HERIS-ID: 110634 Objekt-ID: 128348            | 1 BW | Datei hochladen | Oskar-Grissemann-Straße 2 Standort       | 1976–1978 | Karl Mang, Udo Schrittwieser, Günther Schuster, Eva Mang, Alfred Viktor Pal, Egon Fraundorfer, Johann Georg Gsteu, Manfred Stein, Annemarie Obermann | Brunnenplastik von Mathias Hietz und Begrenzte Säule (Marmorsäule) von Stephan Kamenyeczky am Kubinplatz, Bodengestaltung Zentrische Sitzlandschaft von K.U.SCH., Metallplastik Eisenstab von Gerhardt Moswitzer, Metallplastik Gruppierte Formen I von Franz Katzgraber (Dzt. nicht an Ort und Stelle)                        | 1328      | Denkmalschutz Benannt nach Josef Bohmann (1906–1968), Bezirksparteiobmann, Abgeordneter zum Wiener Landtag und Gemeinderat |
| 1579                                                                | BW   | Datei hochladen | Pirquetgasse 6 Standort                  | 1972–1974 | Peter Payer, Oskar Payer | | 73        | |
| 1571                                                                | BW   | Datei hochladen | Pogrelzstraße 2 Standort                 | 1967–1968 | Oskar Payer, Peter Payer | | 127       | |
| 1586                                                                | BW   | Datei hochladen | Pogrelzstraße 25 Standort                | 1989–1990 | | | 50        | |
| 1697                                                                | 1    | Datei hochladen | Polgarstraße 1–3 Standort                | 1995–1996 | Peter Casapicola, Frank C. Demblin | | 194       | Identadresse Lange Allee 87–89 (ehemals Lange Allee 13)                                                                    |
| 1576                                                                | BW   | Datei hochladen | Polgarstraße 25 Standort                 | 1967–1968 | Oskar Payer, Peter Payer | | 135       | |
| 1721                                                                | BW   | Datei hochladen | Prandaugasse 3 Standort                  | 1998–2000 | Manfred Nehrer, Reinhard Medek | | 150       | |
| 1546                                                                | BW   | Datei hochladen | Prinzgasse 1 Standort                    | 1972–1975 | Oskar Payer | | 308       | In die Stiegennummerierung des Karl-Kautsky-Hofes einbezogen                                                               |
| Rudolf-Huber-Hof 1533                                               | 1    | Datei hochladen | Quadenstraße 6–8 Standort                | 1968–1970 | Peter Payer, Oskar Payer | Natursteinplastik Mutter mit Kind von Georg Zauner, 37 Hauszeichen von Hubert Pfaffenbichler, Joana Steinlechner-Bichler, Peppino Wieternik, Reimo Wukounig, Othmar Zechyr | 743       | Hauszeichen unter Denkmalschutz Benannt nach Rudolf Huber                                                                  |
| 1578                                                                | BW   | Datei hochladen | Quadenstraße 65–67 Standort              | 1972–1974 | Peter Payer, Oskar Payer | 17 Mosaiken als Hauszeichen (von Isolde Jurina, Florentina Pakosta, Johannes Wanke) | 377       | Identadressen Zanggasse 1, Zanggasse 2                                                                                     |
| Trabrenngründe 1580                                                 | 1    | Datei hochladen | Rennbahnweg 27 Standort                  | 1973–1977 | Fritz Gerhard Mayr, Walter Vasa, Brigitte Wiedmann                                                                                                   | Brunnenplastik Vegetative Skulptur von Hans Muhr, Chromnickelstahlskulptur Heliakos ST 82 von Josef Schagerl junior, Stahlgussplastik Dynamik I von Karl Anton Wolf, Marterl für den hl. Christopherus (1980er-Jahre) | 2424      | |
| Europan 307                                                         | 1    | Datei hochladen | Rosalia-Chladek-Gasse 8 Standort         | 1993–1998 | Martin Feiersinger, Bernd Stanzel, Georg Friedler | | 182       | |
| 1568                                                                | BW   | Datei hochladen | Rugierstraße 26 Standort                 | 1967–1968 | Peter Payer, Oskar Payer | | 168       | |
| 1564                                                                | BW   | Datei hochladen | Rugierstraße 30–42 Standort              | 1963–1964 | Oskar Payer, Peter Payer | | 126       | |
| Schüttauhof 245 HERIS-ID: 49217 Objekt-ID: 52856                    | 1    | Datei hochladen | Schiffmühlenstraße 58–64 Standort        | 1924–1925 | Alfred Stutterheim, Alfred Rodler, Ludwig Tremmel | | 280       | Denkmalschutz Identadresse Am Kaisermühlendamm 55–61 Benannt nach einer ehemals hier befindlichen Donauinsel               |
| Rudolf-Krbec-Hof 301                                                | 1    | Datei hochladen | Schiffmühlenstraße 73–77 Standort        | 1990–1991 | Gottfried Fickl | | 97        | Benannt nach Rudolf Krbec (1887–1937), Schutzbundkommandant von Kaisermühlen                                               |
| Goethehof 246 HERIS-ID: 49216 Objekt-ID: 52855                      | 1    | Datei hochladen | Schüttaustraße 1–39 Standort             | 1929–1930 | Karl Hauschka, Alfred Chalusch, Hugo Mayer, Johann Rothmüller, Rudolf Frass, Viktor Mittag, Heinrich Schopper                                        | Drei Figuren (Zwei Musiker, eine Tänzerin) über dem Eingang, eine Sonnenuhr aus farbig glasierter Keramik von Oskar Thiede, Natursteinplastik Der Rattenfänger von Hameln beim Kindergarten, Relief Ewige Ernte von Josef Humplik, Künstlerisch gestaltete Erinnerungstafel an die Februarkämpfe 1934 von Franz Pixner (1984)  | 785       | Denkmalschutz Benannt nach Johann Wolfgang von Goethe                                                                      |
| Marshallhof (Bauteil 3) 1555 HERIS-ID: 49215 Objekt-ID: 52854       | 1    | Datei hochladen | Schüttaustraße 4–18 Standort             | 1957–1959 | Ladislaus Hrdlicka, Friedrich (Fritz) Novotny, Hans Muttoné, Herta Jerzabek, Wolfgang Horak                                                          | | 248       | Denkmalschutz Benannt nach George C. Marshall                                                                              |
| Marshallhof (Bauteil 1 und 2) 1551 HERIS-ID: 49215 Objekt-ID: 52854 | 1    | Datei hochladen | Schüttaustraße 20–40 Standort            | 1954–1956 | Wolfgang Schwarzacher, Hans Muttoné, Josef Fleischer, Gustav Hoppe, Erwin Böck, Walter Vasa, Johann (Hanns) Hack                                     | Reliefmosaike Pinguine von Josef Seebacher und Stierfries von Rudolf Beran, Kunststeinwandmosaik Kinder und Tiere von Eva Mazzucco, Natursteinplastiken Müllergruppe von Erich Pieler und Watussirind von Gertrude Fronius | 417       | Denkmalschutz Denkmalschutz für die Müllergruppe Benannt nach George C. Marshall                                           |
| 1561                                                                | BW   | Datei hochladen | Siebenbürgerstraße 2–12 & 16–26 Standort | 1962–1964 | Oskar Payer, Peter Payer | Stahlskulptur Vertikaler Klang von Wander Bertoni, Hauszeichen (von Hilde Prinz, Egon Haug, Josefine Sokole, Hans Fabigan) | 858       | Stahlskulptur unter Denkmalschutz                                                                                          |
| 1563                                                                | BW   | Datei hochladen | Siebenbürgerstraße 28–48 Standort        | 1963–1964 | Oskar Payer, Peter Payer | Hauszeichen (von Hilde Leitner und Hannes Neubauer) | 225       | |
| 1562                                                                | BW   | Datei hochladen | Spargelfeldstraße 194–198 Standort       | 1964–1965 | Wenzl – Hartl | | 36        | |
| 1545                                                                | BW   | Datei hochladen | Stallarngasse 34–40 Standort             | 1964–1965 | Wenzl – Hartl | | 24        | |
| 1538                                                                | BW   | Datei hochladen | Steigenteschgasse 11 Standort            | 1950–1951 | Kurt Nehrer | | 15        | |
| 1573 HERIS-ID: 65455 Objekt-ID: 78287                               | 1    | Datei hochladen | Steigenteschgasse 136–140 Standort       | 1924      | Karl Schartelmüller | | 23        | Denkmalschutz Teil der Siedlung Am Freihof                                                                                 |
| 1565                                                                | BW   | Datei hochladen | Tietzestraße 2 Standort                  | 1964–1965 | Peter Payer, Oskar Payer | Hauszeichen (von Joana Steinlechner-Bichler, Egon Haug, Maria Plachky, Horst Aschermann) | 530       | |
| 1558                                                                | BW   | Datei hochladen | Viktor-Kaplan-Straße 1–9 Standort        | 1959–1960 | Ceno Kosak | Natursteinplastik Hirsch von Alexander Wahl | 128       | |
| 1556                                                                | 1    | Datei hochladen | Wagramer Straße 55–61 Standort           | 1958–1960 | Viktor Ruczka, Georg Conditt, Renée Wagner-Rosendorfsky, Fritz Weber, Anton Wichtl                                                                   | Bronzeplastik Mutter und Kind von Eva Mazzucco, Kunststeinplastik Aufspringendes Pferd von Gabriele Waldert | 232       | Bronzeplastik unter Denkmalschutz                                                                                          |
| 1575                                                                | 1    | Datei hochladen | Wagramer Straße 95 Standort              | 1966–1968 | Eduard F. Sekler, Herbert Prehsler | Brunnenplastik Wagramer Brunnen oder Wir und das Ei von Wander Bertoni | 202       | |
| 1535 HERIS-ID: 49225 Objekt-ID: 52866                               | 1    | Datei hochladen | Wagramer Straße 97–103 Standort          | 1925–1926 | Rudolf Krausz | | 353       | Denkmalschutz |
| 1767                                                                | BW   | Datei hochladen | Wagramer Straße 98 Standort              | 1983–1985 | Josef Becvar, Anton Eigner, Wilhelm Franz Josef Pick                                                                                                 | | 120       | |
| 1581                                                                | BW   | Datei hochladen | Wagramer Straße 162 Standort             | 1980–1982 | Bernd Neubauer | | 44        | |
| 1557                                                                | BW   | Datei hochladen | Wagramer Straße 164–168 Standort         | 1959–1960 | Karl H. Brunner | Acht Mosaik-Supraporten, davon vier zum Thema Familie von Arik Brauer, Eugenie Deutsch, Georg Prevetz und Axl Leskoschek, Märchenstunde und Sandkasten von Josef Lacina, Die Familie und Erste Schritte von Sepp Mayrhuber | 84        | |
| 1553                                                                | 1    | Datei hochladen | Wimpffengasse 37–39 Standort             | 1957–1959 | Franz Stechauner | Bronzeplastik Spielendes Kind von Eva Mazzucco, Glasmosaik Abstraktes Ornament von Siegfried Fischer im Hausdurchgang | 59        | Bronzeplastik unter Denkmalschutz                                                                                          |
| Franz-Karl-Effenberg-Hof 1577                                       | BW   | Datei hochladen | Ziegelhofstraße 32–34 Standort           | 1972–1974 | Oskar Payer, Peter Payer | Natursteinplastik Begegnung von Walter Auer, Hauszeichen (von Harnun Ghulam Barabbas, Erna Frank) | 481       | Benannt nach Franz-Karl Effenberg                                                                                          |
| Karl-Kautsky-Hof 251                                                | 1 BW | Datei hochladen | Ziegelhofstraße 36 Standort              | 1972–1975 | Oskar Payer | Natursteinplastik Mächtige Formen von Hannes Turba, von Studenten der Kunstakademie bemalte Durchgänge | 666       | Benannt nach Karl Kautsky                                                                                                  |